# Związek Pisarzy Białorusi
Związek Pisarzy Białorusi (biał. Саюз пісьменнікаў Беларусі) – społeczna twórcza organizacja zawodowych białoruskich pisarzy, poetów, dramaturgów, krytyków i innych działaczy literatury, wspierany przez reżim Łukaszenki. Powstał w listopadzie 2006 roku.
Przy ZPB stworzone twórcze kluby, sekcje przy bibliotekach, szkołach, uczelniach, literacka studio. Liczy ponad 650 członków.
Związkiem kieruje pisarz Nikołaj Czerginiec – członek Rady Republiki Zgromadzenia Narodowego Białorusi, a pierwszym sekretarzem ZPB jest Hienadź Paszkou.